# Vågens tjusning

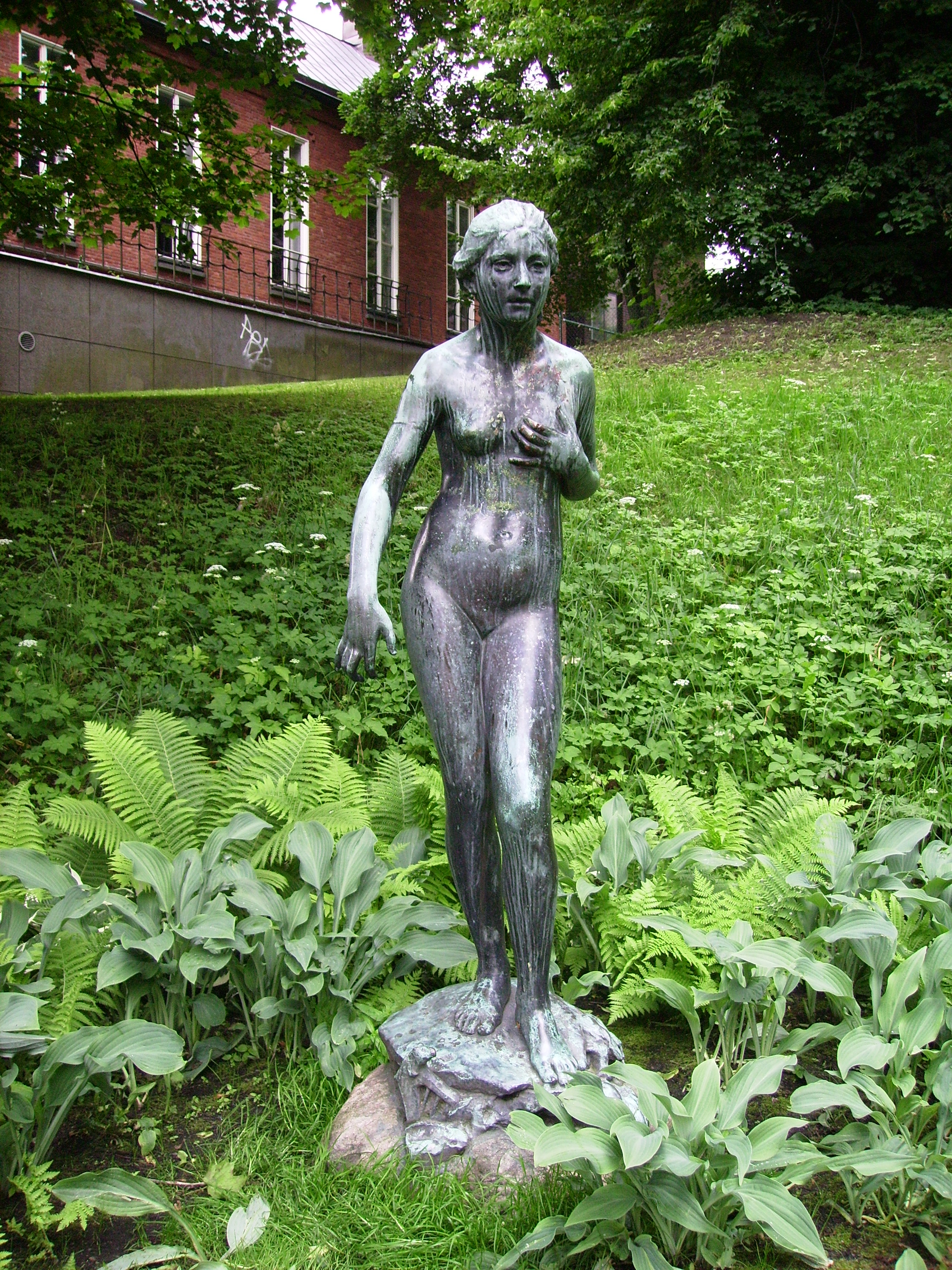
Vågens tjusning finns sedan 1922 i parken vid Vasakyrkan, Engelbrektsgatan i Göteborg.

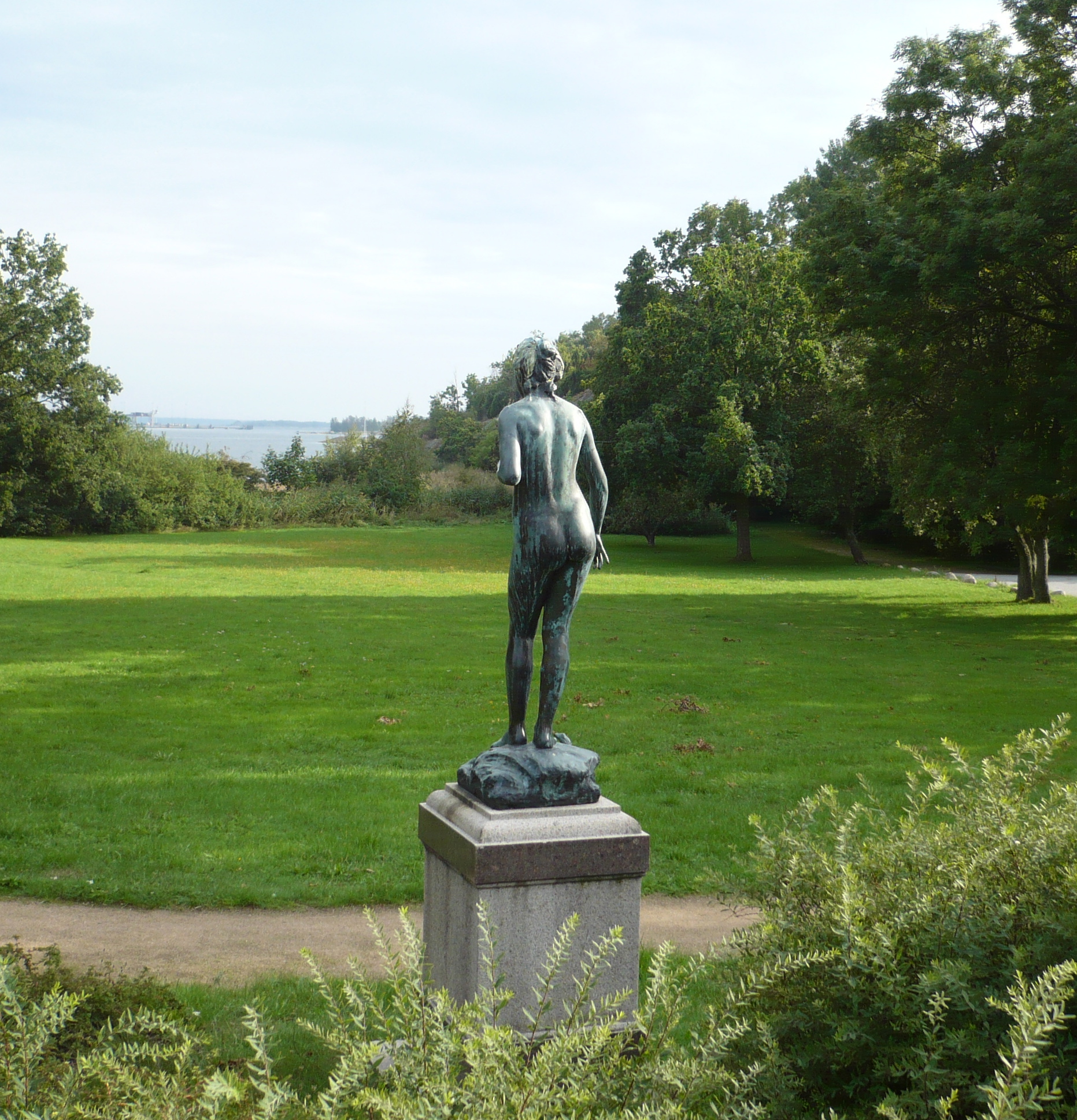
Vågens tjusning finns sedan 1920 i parken vid Herrgårdsvägen i Karlskrona.

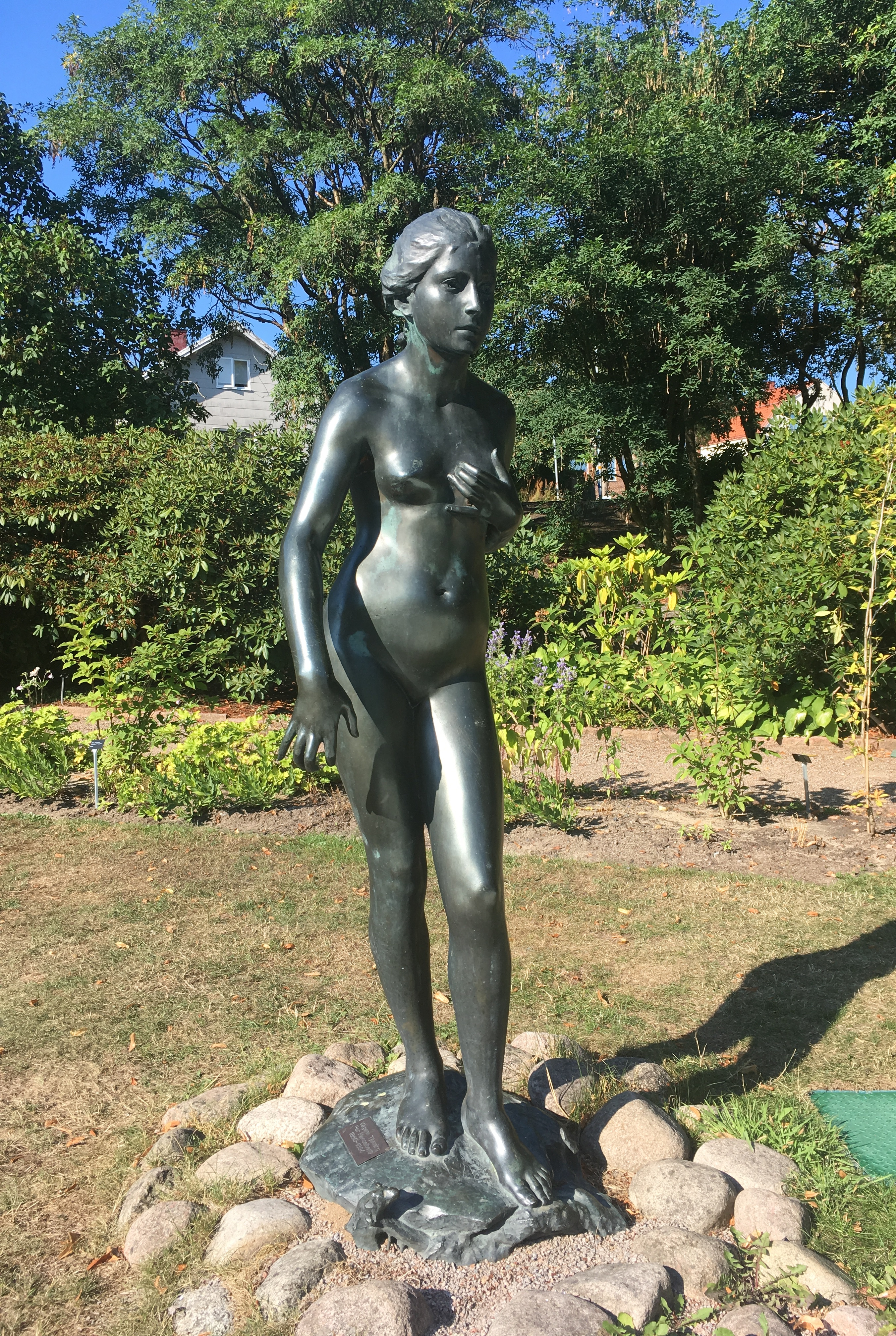
Vågens tjusning vid vårdcentralen och biblioteket i Bräkne-Hoby.

Vågens tjusning (franska: Attrait de la Vague) är en skulptur av en flicka som omedvetet spelar på näckens harpa, ursprungligen utförd i gips 1888 av Per Hasselberg.

## Exemplar (urval)
- Original I i gips 1888, (ej bevarat).
- Original II i terrakotta 1888, Göteborgs Konstmuseum.[1]
- Original III i terrakotta 1888 (20 cm), Prins Eugens Waldemarsudde.[2]
- Gjuten i brons 1888 (20 cm), Prins Eugens Waldemarsudde.[3]
- Original IV i gips 1889 (21 cm), Göteborgs Konstmuseum.[3]
- Gjuten i brons 1920 av Bergmans konstgjuteri, Herrgårdsvägen på Hästö i Karlskrona.
- Gjuten i brons 1922 av Bergmans konstgjuteri (170 cm), i parken vid Vasakyrkan, Engelbrektsgatan i Göteborg.[4]
- Gjuten i brons okänt årtal av Bergmans konstgjuteri, vid vårdcentral/bibliotek i Bräkne-Hoby.
- Gjuten i brons 1951 av Bergmans konstgjuteri, Rottneros Park.[5]